# Jõesuu (Tori)
Jõesuu est un village de la commune de Tori du comté de Pärnu en Estonie.
Au 31 décembre 2011, il compte 344 habitants.